# یوگی اسکات
یوگی اسکات (انگلیسی: Eugenie Scott؛ زادهٔ ۲۴ اکتبر ۱۹۴۵) انسان‌شناس، استاد دانشگاه، و زیست‌شناس اهل ایالات متحده آمریکا است.